# Blommensbergsviadukten

Blommensbergsviadukten är en motorvägsbro och en del av Essingeleden stadsdelen Gröndal i Stockholm.
Blommensbergsviadukten spänner över Vintervikens dalgång  och nästan över taken på Blommensbergsskolan. Bron anlades samtidigt med Essingeleden under 1960-talets första hälft och invigdes den 21 augusti 1966. Byggherre var Stockholms gatukontor och ansvarig för genomförandet var kommunägda Gekonsult. 
Längden är 300 meter och den maximala spännvidden mellan pelarna är 21 meter. Körbanan är 29,5 meter bred och vilar på tretton par runda betongpelare som har en diameter på 1,5 meter vardera. Högsta höjd över dalgången är 30 meter.
Den bärande konstruktionen består av sex slakarmerade (icke förspända) betongbalkar. Viaduktens överbyggnader göts etappvis på fribärande fackverksställningar av stål. Den metoden gynnades av att spännvidderna kunde hållas konstant. Strax norr om Blommensbergsviadukten ansluter Essingeledens nästa viadukt; Gröndalsviadukten som uppfördes efter samma konstruktionsprinciper som Blommensbergsviadukten.